# HMAS Moresby (1918)
Pour les autres navires du même nom, voir HMAS Moresby.
Le HMAS Moresby, anciennement HMS Silvio, est un sloop de classe 24 (en) ayant servi dans la Royal Navy puis dans la Royal Australian Navy. Comme tous les navires de classe 24, le navire prit le nom d'un cheval de course, Silvio, vainqueur du derby d'Epsom de 1877. Son deuxième nom est quant à lui un hommage au contre-amiral John Moresby. Il a été le lieu de la capitulation du Japon à Timor, le 11 septembre 1945.

## Histoire

### Au sein de la Royal Navy
Le HMS Silvio a été construit au chantier naval de Barclay Curle, à Glasgow en Écosse. Après avoir participé à la Première Guerre mondiale en tant que dragueur de mines, il est transformé en navire de surveillance entre 1922 et 1925 au chantier naval de Pembroke Dock. Trois autres navires ont reçu le même traitement : l'Iroquois, l'Ormonde et le Herald. Le Silvio est renommé Moresby le 20 juin 1925. Le 28 juin 1925, le Moresby prend le large et atteint Brisbane, en Australie, le 10 septembre 1925.